# Femme Fatale Tour
The Femme Fatale Tour – siódma światowa trasa amerykańskiej piosenkarki pop Britney Spears promująca jej siódmy krążek Femme Fatale. Głównym supportem na amerykańskiej części była raperka Nicki Minaj. Tournée rozpoczęło się 16 czerwca w Sacramento w USA, a kończy się jak na razie 10 grudnia w San Juan w Puerto Rico. W sumie artystka da 78 koncertów na 4 kontynentach – Ameryce Północnej, Europie, Azji i Ameryce Południowej. Britney wciąż ogłasza nowe daty koncertów, by wzbudzić napięcie wśród swych fanów. Trasa jest jedną z największych i najlepiej sprzedających się tras dekady na skalę światową. Fani gromadnie stawiali się na koncertach na całym świecie. Jak podaje serwis Pollstarpro.com – ze sprzedanych 697,957 biletów na 82 koncerty uzyskano przychód równy $68,7 mln, co uplasowało trasę na 11. miejscu rankingu w roku 2011.

## DVD Trasy
W lipcu manager Britney, Larry Rudolph ogłosił, że podczas 2 koncertów w Toronto w Kanadzie, będzie nagrywany specjalny show pt."Britney Spears Live in Toronto – The Femme Fatale Tour" w Air Canada Centre przez firmę filmową EPIX HD, który będzie miał premierę 12 listopada w Entertainment Tonight.

## Krytyka
Trasa została pochwalona za ograniczenie używania playbacku przez Britney na rzecz śpiewania na żywo i za taniec, który został porównany do tego z lat jej świetności. Set lista posiada 22 piosenki, jednak w Europie usunięto "He About to Lose Me" i cover Madonny "Burning Up". Za pierwsze 10 koncertów, Britney zarobiła 8,9 mln dolarów.

## Scena
Scena zbudowana jest z ogromnego podestu z windami, wielkim telebimem, na którym publiczność z daleka może obserwować wyczyny artystki, 2 telebimami po bokach, 2 par schodów na scenie, wybieg z ruchomą taśmą i sceny B w kształcie skrzydeł. W Europie usunięto wybieg i scenę B, więc show został zmieniony na niekorzyść fanów. Show otwiera wideo pt. "Zabawa w kotka i myszkę", na którym Britney ucieka przed ochroną.

## Załoga i występy
Wraz ze Spears w tournée wybrało się 17 tancerzy, 110 techników którzy mieli 10 godzin do złożenia sceny, którą wiozły 35 tirów, managerowie, kosmetyczka, fryzjerka, choreografowie, styliści, ochrona, służba i najbliżsi. Przedsmak koncertów Britney pokazywała na występach w klubie Rain przy The Palms w Las Vegas, w programie Good Morning America i w programie Jimmy Kamel Live.

## Listy utworów
1. „The Game of Cat and Mouse” (Video Intruduction)
2. „Hold It Against Me”
3. „Up n Down”
4. „3”
5. „Piece of Me”
6. „Sweet Seduction” (Video Interlude)
7. „Big Fat Bass”
8. „How I Roll”
9. „Lace And Leather”
10. „If U Seek Amy”
11. „The Temptress” (Video Interlude)
12. „Gimme More” (Elementy „Get Naked”)
13. „(Drop Dead) Beautiful” (Elementy „Inside Out”, feat. Sabi)
14. „He About to Lose Me”
15. „Don’t Let Me Be the Last to Know”
16. „Boys” (The Co-Ed Remix)
17. „Code Name Trouble” (Video Interlude)
18. „United Press International”
19. „S&M” (Remix)
20. „Trouble For Me”
21. „I’m a Slave 4 U”
22. „Burning Up” (cover Madonny)
23. „I Wanna Go”
24. „Womanizer”
25. „Sexy Assassin” (Video Interlude)
26. „Toxic”
27. „Till the World Ends” (The Femme Fatale Remix, feat. Nicki Minaj)

## Daty koncertów
| Data                 | Miasto           | Kraj                         | Miejsce                                  |
| Ameryka Północna     | Ameryka Północna | Ameryka Północna             | Ameryka Północna                         |
| -------------------- | ---------------- | ---------------------------- | ---------------------------------------- |
| 16 czerwca 2011      | Sacramento       | Stany Zjednoczone            | Power Balance Pavilion                   |
| 18 czerwca 2011      | San Jose         | Stany Zjednoczone            | HP Pavilion at San Jose                  |
| 20 czerwca 2011      | Los Angeles      | Stany Zjednoczone            | Staples Center                           |
| 22 czerwca 2011      | Phoenix          | Stany Zjednoczone            | Jobing.com Arena                         |
| 24 czerwca 2011      | Anaheim          | Stany Zjednoczone            | Honda Center                             |
| 25 czerwca 2011      | Las Vegas        | Stany Zjednoczone            | MGM Grand Garden Arena                   |
| 28 czerwca 2011      | Portland         | Stany Zjednoczone            | Rose Garden                              |
| 29 czerwca 2011      | Tacoma           | Stany Zjednoczone            | Tacoma Dome                              |
| 1 lipca 2011         | Vancouver        | Kanada                       | Rogers Arena                             |
| 4 lipca 2011         | Winnipeg         | Kanada                       | MTS Centre                               |
| 6 lipca 2011         | Saint Paul       | Stany Zjednoczone            | Xcel Energy Center                       |
| 8 lipca 2011         | Chicago          | Stany Zjednoczone            | United Center                            |
| 9 lipca 2011         | Milwaukee        | Stany Zjednoczone            | Marcus Amphitheater                      |
| 12 lipca 2011        | Dallas           | Stany Zjednoczone            | American Airlines Center                 |
| 13 lipca 2011        | Houston          | Stany Zjednoczone            | Toyota Center                            |
| 15 lipca 2011        | Nowy Orlean      | Stany Zjednoczone            | New Orleans Arena                        |
| 17 lipca 2011        | Atlanta          | Stany Zjednoczone            | Philips Arena                            |
| 18 lipca 2011        | Nashville        | Stany Zjednoczone            | Bridgestone Arena                        |
| 20 lipca 2011        | Orlando          | Stany Zjednoczone            | Amway Center                             |
| 22 lipca 2011        | Miami            | Stany Zjednoczone            | American Airlines Arena                  |
| 23 lipca 2011        | Jacksonville     | Stany Zjednoczone            | Jacksonville Veterans Memorial Arena     |
| 26 lipca 2011        | Cleveland        | Stany Zjednoczone            | Quicken Loans Arena                      |
| 28 lipca 2011        | Detroit          | Stany Zjednoczone            | The Palace of Auburn Hills               |
| 30 lipca 2011        | Filadelfia       | Stany Zjednoczone            | Wells Fargo Center                       |
| 31 lipca 2011        | Waszyngton       | Stany Zjednoczone            | Verizon Center                           |
| 2 sierpnia 2011      | Uniondale        | Stany Zjednoczone            | Nassau Veterans Memorial Coliseum        |
| 5 sierpnia 2011      | East Rutherford  | Stany Zjednoczone            | Izod Center                              |
| 6 sierpnia 2011      | Atlantic City    | Stany Zjednoczone            | Boardwalk Hall                           |
| 8 sierpnia 2011      | Boston           | Stany Zjednoczone            | TD Garden                                |
| 9 sierpnia 2011      | Hartford         | Stany Zjednoczone            | XL Center                                |
| 11 sierpnia 2011     | Montreal         | Kanada                       | Bell Centre                              |
| 13 sierpnia 2011     | Toronto          | Kanada                       | Air Canada Centre                        |
| 14 sierpnia 2011     | Toronto          | Kanada                       | Air Canada Centre                        |
| 17 sierpnia 2011     | Grand Rapids     | Stany Zjednoczone            | Van Andel Arena                          |
| 19 sierpnia 2011     | Pittsburgh       | Stany Zjednoczone            | Consol Energy Center                     |
| 20 sierpnia 2011     | Columbus         | Stany Zjednoczone            | Nationwide Arena                         |
| 22 sierpnia 2011     | Indianapolis     | Stany Zjednoczone            | Conseco Fieldhouse                       |
| 24 sierpnia 2011     | Raleigh          | Stany Zjednoczone            | RBC Center                               |
| 25 sierpnia 2011     | Charlotte        | Stany Zjednoczone            | Time Warner Cable Arena                  |
| Europe               |                  |                              |                                          |
| 22 września 2011     | Petersburg       | Rosja                        | Pałac Lodowy                             |
| 24 września 2011     | Moskwa           | Rosja                        | Olimpijski                               |
| 27 września 2011     | Kijów            | Ukraina                      | Pałac Sportu                             |
| 30 września 2011     | Budapeszt        | Węgry                        | Budapest Sports Arena                    |
| 1 października 2011  | Zagrzeb          | Chorwacja                    | Arena Zagreb                             |
| 3 października 2011  | Zurych           | Szwajcaria                   | Hallenstadion                            |
| 5 października 2011  | Metz             | Francja                      | Galaxie Amnéville                        |
| 6 października 2011  | Paryż            | Francja                      | Palais Omnisports de Paris-Bercy         |
| 8 października 2011  | Antwerpia        | Belgia                       | Sportpaleis                              |
| 10 października 2011 | Herning          | Dania                        | Jyske Bank Boxen                         |
| 11 października 2011 | Malmö            | Szwecja                      | Malmö Arena                              |
| 14 października 2011 | Helsinki         | Finlandia                    | Hartwall Areena                          |
| 16 października 2011 | Sztokholm        | Szwecja                      | Ericsson Globe                           |
| 18 października 2011 | Kolonia          | Niemcy                       | Lanxess Arena                            |
| 19 października 2011 | Rotterdam        | Holandia                     | Ahoy Rotterdam                           |
| 21 października 2011 | Montpellier      | Francja                      | Arena Montpellier                        |
| 24 października 2011 | Dublin           | Irlandia                     | The O2                                   |
| 25 października 2011 | Belfast          | Wielka Brytania              | Odyssey Arena                            |
| 27 października 2011 | Londyn           | Wielka Brytania              | The O2 Arena                             |
| 28 października 2011 | Londyn           | Wielka Brytania              | The O2 Arena                             |
| 30 października 2011 | Birmingham       | Wielka Brytania              | LG Arena                                 |
| 31 października 2011 | Londyn           | Wielka Brytania              | Wembley Arena                            |
| 3 listopada 2011     | Newcastle        | Wielka Brytania              | Metro Radio Arena                        |
| 5 listopada 2011     | Sheffield        | Wielka Brytania              | Motorpoint Arena Sheffield               |
| 6 listopada 2011     | Manchester       | Wielka Brytania              | Manchester Evening News Arena            |
| 9 listopada 2011     | Lizbona          | Portugalia                   | Pavilhão Atlântico                       |
| Asia                 |                  |                              |                                          |
| 11 listopada 2011    | Abu Zabi         | Zjednoczone Emiraty Arabskie | Yas Arena                                |
| Ameryka Południowa   |                  |                              |                                          |
| 15 listopada 2011    | Rio de Janeiro   | Brazylia                     | Praça da Apoteose                        |
| 18 listopada 2011    | São Paulo        | Brazylia                     | Arena Anhembi                            |
| 20 listopada 2011    | La Plata         | Argentyna                    | Estadio Ciudad de La Plata               |
| 22 listopada 2011    | Santiago         | Chile                        | Estadio Nacional Julio Martínez Prádanos |
| 24 listopada 2011    | Lima             | Peru                         | Explanada del Estadio Monumental         |
| 26 listopada 2011    | Bogota           | Kolumbia                     | Simón Bolívar Park                       |
| 28 listopada 2011    | Caracas          | Wenezuela                    | Simón Bolívar University                 |
| Ameryka Północna     |                  |                              |                                          |
| 1 grudnia 2011       | Guadalajara      | Meksyk                       | Estadio Tres de Marzo                    |
| 3 grudnia 2011       | Meksyk           | Meksyk                       | Foro Sol                                 |
| 4 grudnia 2011       | Meksyk           | Meksyk                       | Foro Sol                                 |
| 6 grudnia 2011       | Monterrey        | Auditorio Banamex            |                                          |
| 8 grudnia 2011       | Santo Domingo    | Dominikana                   | Estadio Olímpico Félix Sánchez           |
| 10 grudnia 2011      | San Juan         | Portoryko                    | José Miguel Agrelot Coliseum             |